# La campana del infierno
La campana del infierno és una pel·lícula de terror espanyola del 1973 dirigida per Claudio Guerín Hill. Guerín, el director, va morir en un accident en caure de la torre on hi havia la campana, i el projecte fou finalitzat per Juan Antonio Bardem. Les circumstàncies i el lloc on es va fer el rodatge, així com la dissortada mort del seu director, li han atorgat l'aureola de "pel·lícula maleïda".

## Sinopsi
Juan és alliberat d'un centre psiquiàtric on feia mesos que estava hospitalitzat. Després visita la seva tia, Marta, que el va internar, i les seves tres cosines. També decideix traslladar-se a la llar de la seva difunta mare, el llegat de la qual està en joc. Juan després prepara una maquinària de venjança contra la seva família. Elabora un pla demoníac del que no se n'hauria de salvar ningú ...

## Repartiment
- Renaud Verley - Juan
- Viveca Lindfors - Marta
- Alfredo Mayo - Don Pedro
- Maribel Martín - Esther
- Nuria Gimeno - Teresa
- Christina von Blanc - María

## Producció
Es tractava del segon llargmetratge del seu prometedor director, una coproducció hispano-francesa (La cloche de l'enfer a França), del gènere de terror o bé fantaterror. Es va rodar entre gener i febrer de 1973 als Estudis Roma de Madrid i a les localitats gallegues de Betanzos i Noia. En aquest indret es va escollir per al rodatge el campanar de l'església de San Martiño, un indret que era maleït segons les llegendes locals.
A l'església de Noia s'havia construït una segona torre campanar, unida a la real per un passadís de fusta. El dia 16 de febrer, Guerín es va enfilar a una bastida per a col·locar una de les càmeres en una torre que s'havia fet construir de cartó pedra per al rodatge a l'església de Noia amb la finalitat d'albergar la campana que dona títol al film. El director va voler saltar des del passadís a una volada de l'església, però va perdre l'equilibri i va caure al buit des de vint metres d'altura; va morir abans d'arribar a l'hospital. Juan Antonio Bardem va completar la filmació de l'última seqüència que faltava i com va poder, ja que Guerín tenia molts projectes que no havia escrit i que no havia explicat a ningú.
La pel·lícula fou estrenada a la secció informativa del Festival Internacional de Cinema de Sant Sebastià 1973, on no va tenir bones crítiques. La seva estrena a les sales passà gairebé desapercebuda, amb només 542.876 espectadors i va recaptar 23.656.574 pessetes. El guió de la pel·lícula, escrit per Santiago Moncada, es va perdre i durant molt de temps no se'n va saber res fins que Daniel María en va trobar una còpia a la Biblioteca Nacional d'Espanya i fou publicat per Ney Books. I durant molts anys només hi havia una versió en DVD en anglès de la que se'n van fer poques còpies.